# VF-1 Valkyrie
En Macross y en su adaptación Robotech, el Variable Fighter 1 Valkyrie, Veritech VF-1 o simplemente VF-1 es un avión de combate variable ficticio con tres transformaciones posibles, fighter, o avión de caza, gerwalk, o guardián, y modo battloid, o guerrero. Los VF-1 remplazan a los VF-0 Phoenix, que no pueden entrar al espacio.
En Robotech, el nombre de Veritech surge del acrónimo Variable Engineering and Robotics Integration Technology, VERITech, que traducido al español sería Tecnología de Integración de Ingeniería Variable y Robótica.

## Creación y diseño

Juguete que representa a un VF-1.

Este mecha fue diseñado por Shōji Kawamori , entre los años 1980 y 1982 para la serie Japonesa animada The Super Dimension Fortress Macross. Al mirar el diseño es imposible no reconocer la inspiración en los F-14 reales, de los cuales Kawamori tomó el fuselaje principal. El nombre "Valkyrie" es un tributo al XB-70 Valkyrie, un impresionante bombardero estratégico experimental de los sesenta el cual ha sido el avión favorito de Kawamori desde que era niño.
Contrario a lo que muchos fanes de Robotech piensan, el VF-1 fue creado en su totalidad por Shōji Kawamori sin ninguna participación de Harmony Gold ni de Carl Macek.

## Origen en Macross
Diseñado a partir de tecnología avanzada de combate hallada en el interior del crucero extraterrestre SDF-1 Macross después de su impacto con la Tierra. Los VF-1 originalmente fueron creados a partir del modelo VF-X. Una vez que las pruebas VF-X fueron exitosas, se crearon varios modelos VF-0 Phoenix, naves variables que solo funcionan dentro de la Tierra que hicieron pruebas de vuelo entre 2005 y 2007, y puestos en servicio desde la mitad de 2007 mientras que los modelos VF-1 fueron creados durante el conflicto de Macross Zero en 2008, remplazando a los VF-0 el 9 de febrero de 2009. El objetivo principal de su desarrollo era contar con un arma eficaz contra la amenaza de invasión por parte de los dueños originales de la nave, una raza de alienígenas humanoides gigantes llamada Zentradi. Finalmente, Los VF-1 fueron remplazados por los VF-4 Lightning III. Sin embargo, durante el argumento de Macross 7, Milia Jenius utilizó uno de los modelos VF-1 para defender a la flota de colonias espaciales. 

### Robotech
Durante su desarrollo, el proyecto Valkyrie sufrió graves retrasos y accidentes constantes debido a lo complicado de su ingeniería y al poco entusiasmo de los políticos que lo consideraron un gasto "innecesario" y "poco productivo", incluso sufriendo sabotaje por parte de la liga anti-unificación y espías al interior de la UN Spacy, dándole mayor prioridad al desarrollo del proyecto Excalibur. Durante la última fase de pruebas del VF-0 y poco después de ser cancelado, el veterano Roy Focker robó al prototipo para resolver una crisis en una de las estaciones de defensa de la Tierra y demostró la superioridad de los valkyre en combate real, iniciando la producción en masa de los mismos y tomando para sí el prototipo VF-0.

## Modalidades de operación
El VF-1, VF-0 y las variantes de VF-1 es diferente a los aviones de combate modernos, ya que puede transformarse en tres configuraciones o modos para diferentes entornos de combate diferentes, se puede llevar a cabo la tarea de más de un vehículo de combate: en el modo fighter puede actuar como un avión de combate aéreo o también como nave de combate espacial, en el modo intermedio GERWALK (o guardián en Robotech) actúa como una unidad VTOL o un mecha que asemeja un ave, en el modo Battroid (o Battloid en Robotech) actúa como un mecanismo humanoide. 
Modo Fighter
El modo fighter (o modo nave) del VF-1 es su modo de base y es el modo típico empleado cuando la nave esté estacionada en una base militar y es el modo más utilizado en combate aéreo así como en combate espacial gracias a sus dos motores termonucleares que le permiten operar en el vacío del espacio. En este modo, cuenta con un fuselaje básico similar al caza F-14 Tomcat, incluyendo tomas de aire y el ala de geometría variable, pero con estabilizadores verticales inclinados hacia el exterior similares al F/A-18 Hornet. Está armado con 1, 2 o 4 (dependiendo del modelo) cañones láser Mauler ROV-20  montados en una torreta ventral, un contenedor de armamento con tres cañones GU-11 55mm y 200 obuses, cuatro puntos de anclaje bajo las alas con capacidad para doce misiles de alcance medio AMM-1, doce bombas Mk-82 LDGP, seis misiles reactivos anti-nave RMS-1 o cuatro lanzadores de micro-misiles UUM-7 que contienen hasta 15 "micro-misiles" Bifors HMM-01. Como la mayor parte de la nomenclatura del VF-1, la designación "AMM" de sus misiles y "GU" para las armas, son referencias a las actuales designaciones militares estadounidenses (GPU para el contenedor de armamento y AIM para los Misiles de Intercepción Aérea).
En el modo fighter los motores termonucleares del VF-1 y los varios cohetes vernier en el fuselaje son capaces de funcionar también en el espacio. Puede alcanzar una velocidad máxima de Mach 3.87 a gran altitud (por encima de 30.000 m (98.000 pies)), y Mach 2,71 a media altura (10.000 m (33.000 pies)). Sus alas, similares a las del F-14 Tomcat, barrido de frecuencias entre 20 grados hacia atrás y 72 grados hacia atrás. A diferencia de los F-14, las alas pueden barrer 90 grados de nuevo para el almacenamiento, con el módulo de la cola doblando sobre la espalda del fighter. Aunque el VF-1 técnicamente tiene un techo de vuelo ilimitado en la gama atmosférica (ya que puede operar en el espacio), los tanques internos de la VF-1 puede no llevar suficiente propelente para alcanzar una órbita estable y necesita la ayuda de un paquete de refuerzo para alcanzar una órbita terrestre baja. Mientras que en el modo de combate, el VF-1 también puede estar equipado con un paquete de refuerzo espacial FAST y sistema de armamento. Este sistema mejora enormemente la velocidad y la capacidad de supervivencia del caza, así como que le da acceso a la munición adicional. Como su nombre lo indica, el FASTPACK no está adaptado para su uso atmosférico, debido a su impacto en la aerodinámica de una Valkyrie y su peso, y como tal, tiene que ser descartado antes de la entrada atmosférica. Contrariamente a la GBP-1S (ver más abajo), el FASTPACK no impide la transformación.
El modo de combate 'fighter' tiene dos sub-modos de configuración de la nave:
- Modo atmosférico - Las tomas de aire del motor están abiertas; la geometría de las alas es flexible.
- Modo espacial - Las tomas de aire del motor están cerradas, y las Alas permanecen extendidas y fijas, debido a la presencia de propulsores vernier sobre las puntas de las alas, y los misiles llevados en las alas.

Modo Gerwalk
A diferencia del modo nave, el modo Gerwalk se asemeja a un ave, en donde las piernas y los brazos se extienden. El modo Gerwalk se puede usar en interiores de acantilados. Para las piernas, permite usar muros como plataforma, y para los brazos, utiliza un fusil semiautomático para ataques a distancia y puños para ataques cuerpo a cuerpo. Además, en pleno vuelo llega a 500 KM/H pero en el suelo su velocidad rebaja a 100 KM/H. Opcionalmente, los brazos no se extienden para dejar sus armas en reserva.
Modo Batroid
El modo Batroid es el último modo para los modelos VF-1. Puede llegar a 220 KM/H en pleno vuelo y 160 KM/H en tierra. Este modo es perfecto para batallas en interiores de edificios y naves o cuando las batallas en el espacio son difíciles de maniobrar usando los demás modos. Además, en este modo se puede colocar piezas de equipo que altera la velocidad o el arsenal. Es posible purgar piezas de equipo antes de cambiar a otros modos en donde es imposible cambiar debido a esa pieza. El escudo que cubre la cabina del piloto en el modo de Battroid es por lo general ausente, excepto a petición del piloto para su uso como un protector de calor, por ejemplo, en caso de reentrada en la atmósfera.